# Розуа-Бельваль
Розуа́-Бельва́ль (фр. Rozoy-Bellevalle) — коммуна во Франции, находится в регионе Пикардия. Департамент коммуны — Эна. Входит в состав кантона Эссом-сюр-Марн. Округ коммуны — Шато-Тьерри.
Код INSEE коммуны — 02664.

## Население
Население коммуны на 2010 год составляло 106 человек.
| 1962 | 1968 | 1975 | 1982 | 1990 | 1999 | 2010 |
| ---- | ---- | ---- | ---- | ---- | ---- | ---- |
| 91   | 77   | 53   | 76   | 94   | 100  | 106  |

## Экономика
В 2010 году среди 73 человек трудоспособного возраста (15—64 лет) 51 были экономически активными, 22 — неактивными (показатель активности — 69,9 %, в 1999 году было 75,7 %). Из 51 активных жителей работали 47 человек (28 мужчин и 19 женщин), безработных было 4 (1 мужчина и 3 женщины). Среди 22 неактивных 7 человек были учениками или студентами, 12 — пенсионерами, 3 были неактивными по другим причинам.